# Religion en Irlande
 (mars 2023).
 (mars 2023).
Si vous disposez d'ouvrages ou d'articles de référence ou si vous connaissez des sites web de qualité traitant du thème abordé ici, merci de compléter l'article en donnant les références utiles à sa vérifiabilité et en les liant à la section « Notes et références ».
En république d'Irlande, la nation occupant le sud de l'île d'Irlande, d'après le recensement de 2016, 73 % des habitants se déclarent catholiques et 77% n'ont pas de religion. Les 66
```
% restants sont protestants, 
musulmans
, etc
[
2
]
.
```

Le christianisme irlandais s'inscrit dans un contexte culturel celtique, et dans l'histoire troublée des îles Britanniques, puis au moins dès 1200 dans les relations difficiles entre Angleterre et Irlande.

## Repères historiques

### Irlande préhistorique
Au dixième millénaire (à partir de 12 000 avant le présent), après la fin de la glaciation de Würm, arrivent sur le territoire irlandais des populations, de chasseurs-cueilleurs-pêcheurs, par voie maritime, en plusieurs vagues, en provenance d’Écosse (préhistoire de l'Écosse) et/ou de Grande-Bretagne : préhistoire de la Grande-Bretagne, préhistoire de l'île de Man, histoire de l'Irlande primitive.
Des (convictions et) pratiques (sociales et) religieuses de ces communautés, semi-nomades, demeurent cairns, tumulus, cromlechs, menhirs, mégalithes, sépultures, dont l’ensemble archéologique de Brú na Bóinne (résidence de la vallée de la Boyne) : Newgrange (5 200 avant le présent), Dowth, Knowth, Tara.
Parmi les autres sites mégalithiques en Irlande (pays) et/ou tombes mégalithiques en Irlande (en) : Cromlech de Drombeg Loughcrew (en), cimetière mégalithique de Carrowkeel (en), cercle de pierres de Beltany (en), Beaghmore (en), dolmen de Poulnabrone, dolmen de Brownshill, allée couverte (liste d’allées couvertes en Irlande (de))… Comme en Écosse et Cumbrie, en Irlande également se rencontrent des boules en pierre gravées.
Le Néolithique irlandais correspond à la période de 4500 av. J.-C. à 2500 av. J.-C.
L’Âge du bronze en Irlande correspondrait aux années 2500-700 (4500-2700 avant le présent) (homme de Cashel).

### Irlande primitive celtique: de-700à +400
Au VIIe siècle, soit vers 2 750 avant le présent, l’arrivée en Irlande de peuples celtes coïncide avec le début de l’Âge du fer en Irlande (La Tène).
Des Celtes, on retient d’abord ici la religion celtique, la mythologie celtique irlandaise, l'art celte : celtologie sans celtomanie ni cercle celtique.
Les langues celtiques insulaires, se composent de deux branches gaélique (écossais, irlandais et mannois) et brittonique (breton, cambrien, cornique et gallois), des langues celtiques, par opposition au groupe des langues celtiques continentales.
Les Gaëls ont formé l’Irlande gaélique, mosaïque de territoires, au moins jusqu’en 1169, vivant principalement de pêche, de pastoralisme et de ressources minières. La langue et la culture gaéliques sont originaires d'Irlande, mais se sont propagées en Écosse à l'époque du royaume de Dál Riata. La gaélicisation semble avoir d’abord concerné les Pictes. Bien que ne parlant pas l'irlandais ou le gaélique écossais, beaucoup de personnes se considèrent encore aujourd’hui tout de même comme des Gaëls dans un sens plus large, en raison de leur ascendance historique et de leur héritage.
Quelles qu’aient été les relations (économiques, culturelles, politiques) mal connues entre les différents peuples celtes d'Irlande et de Grande-Bretagne, dont la supposée coalition barbare de 368 en Bretagne (Pictes, Scots d’Irlande, Attacotti (d’Irlande-Écosse) et Saxons), la présence de la province romaine de Britannia est une réalité, aux portes de l’Hibernia (Ivernia, Erin) : conquête romaine de la Grande-Bretagne (43-84), Écosse au temps de l'Empire romain (71-213, Calédonie), bataille du Mont Graupius (83), Mur d'Hadrien (120-127 environ), Mur d'Antonin (140-150 environ), liste des noms latins des villes des îles Britanniques.
Contrairement à l’Angleterre, au pays de Galles et aux Lowlands écossais, la terre des Gaëls n’a donc jamais été colonisée par les Romains. Mais les Gaëls entretiennent des relations avec l’Empire romain, manifestement supérieur aux Celtes en matière de génie civil et de puissance militaire. Les Celtes, et plus particulièrement les Gaëls, sont supérieurs aux Romains dans l’art décoratif des métaux précieux, notamment avec le bronze, l’argent et la feuille d’or, ayant aussi hérité de l’émaillerie laténienne, et emploient également l’ambre de la Baltique et le corail importé de Méditerranée.
Ce savoir-faire et la présence de mines d’or et d’argent en Irlande, ont conduit à une riche production d’artefacts tels que de petites armes, des bijoux, des ustensiles domestiques ou religieux. Ce savoir-faire est réputé dans l’Empire romain en raison des caractéristiques décoratives spécifiques, en particulier, les motifs organiques qu’on pense inspirés de la nature, tels que les entrelacs, mais aussi une certaine tendance à l’abstraction. Issue de l’art hallstattien, cette tendance qui est à l’origine du style employé bien plus tard par les enlumineurs d’Irlande et d’Écosse, dans les livres sacrés du Moyen Âge. Ces formes, riches de sens caché, encore mystérieux aujourd’hui, donnent aux œuvres un statut impressionnant, mais constituent aussi un véhicule identitaire puissant, en contraste avec le réalisme développé par les Grecs à la même époque. Dans la Britannia romaine, au moins chez les Britto-Romains, les échanges avec la culture gaëlique ont donné naissance à de nouvelles influences, à des œuvres qui exigent une technique typiquement romaine, comme l’usage d’émaux multicolores, mais dont les formes et l’agencement sont typiquement celtiques.
En outre, les Gaëls n’ont pas fondé de villes. Ces non-nomades vivent dans des villages rudimentaires, habitués à voyager pour faire du commerce entre eux, mais aussi avec leurs voisins, capables de voyager sur de longues distances, en chars légers, et de traverser la mer pour vendre leurs produits en Britannia et en Gaule. Une preuve en Irlande est la présence de grandes quantités de monnaies romaines et d’autres objets romains. Voir aussi piste de Corlea (en), histoire des routes en Irlande (en).
Les premiers Gaëls n’ont pas laissé de traces écrites. Ils auraient commencé à écrire avec l'arrivée du christianisme, donc au plus tard peu avant 431, entre le Ier et le Ve siècle, quand les Gaëls (une minorité dirigeante) ont mis au point l’ogham, un système d'écriture dont on a retrouvé de nombreuses traces sur des pierres tombales et des monuments, surtout en Irlande, mais aussi en Grande-Bretagne, essentiellement dans les terres ayant subi des invasions gaëlles : l'Écosse, le pays de Galles et la Cornouailles. Par abus de langage, on utilise souvent le mot ogham pour désigner l'alphabet gaélique, mais ce terme est impropre, car il désigne le type d'écriture.
La musique celtique antique (en), ancêtre de la musique celtique moderne, a(vait) aussi ou d'abord des usages religieux, quoi qu'on entende par cette dénomination.

### Irlande chrétienne duhaut Moyen Âge: 400-800

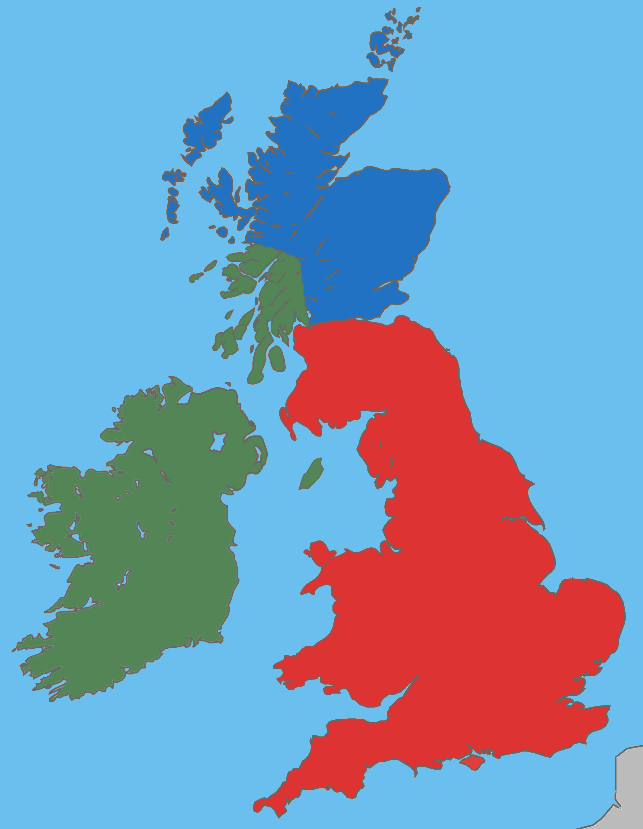
En vert, les régions de langues gaéliques des îles Britanniques vers le Ve siècle.

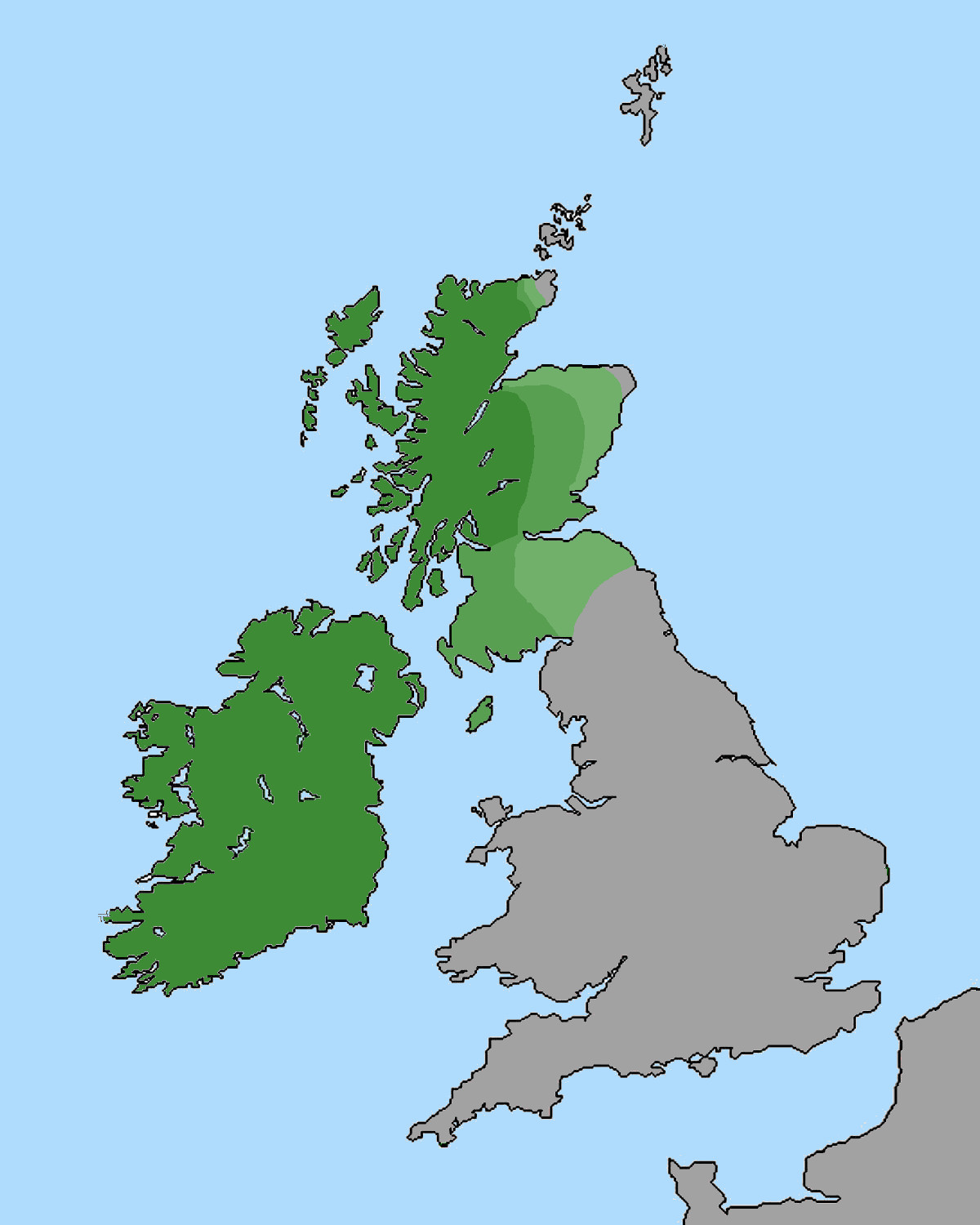
Expansion maximale du monde gaëlique, vers 1000.

Le Livre des conquêtes d’Irlande, ou Lebor Gabála Érenn, est considéré comme une synthèse des récits mythiques de la fondation de l’Irlande, transmis oralement, depuis les Tuatha Dé Danann, gens de la déesse Dana, jusqu’à l’ancêtre mythique des Gaëls, Mile (pour les Milesiens) : cycle mythologique, cycle historique (ou cycle des rois), cycle d'Ulster ou cycle de la branche rouge), cycle fenian (ou cycle de Leinster).
L’Irlande primitive est longtemps une mosaïque de territoires, régie par une hiérarchie de rois ou de chefs, élus par le système de la tanistrie, avec des guerres fréquentes. Parfois, un chef puissant est reconnu comme le haut roi d'Irlande. La société se compose de clans et, comme le reste de l'Europe, est structurée hiérarchiquement en classes, chefferies, principautés : royaumes en Irlande (en), dont royaume de Mide (76–1172), Dál Riata (498-850), royaume de Breifne (750-1256), royaume d’Alba… Angleterre, pays de Galles, Écosse, connaissent tout autant de royaumes barbares, dont l’heptarchie. Niall Noigiallach (Niall aux neuf orages) serait un des derniers rois irlandais adeptes de la religion celtique (Uí Néill, liste des rois de Tara), au moment de la conquête gaélique de l’Ulster.
La première christianisation (christianisme irlandais gaël, Ve – VIe siècle) se serait effectuée par des druides/bardes/vates/filid, porteurs de la nouvelle religion apportée par les Romains dans les Îles britanniques (conquête romaine de la Grande-Bretagne, christianisme dans le monde romain). Le christianisme celtique désigne les chrétientés celtiques (Ve – XIIe siècle), de langues gaéliques, ou christianisme irlandais, volontiers monachiste et missionnaire. L’existence de monastères ne signifie pas tranquillité, ainsi, la Chronique anglo-saxonne fait état d’un massacre de 200 religieux en 613 à Bangor-on-Dee (Bangor-is-y-Coed, au pays de Galles).
Dans son Histoire ecclésiastique du peuple anglais (731), Bède le Vénérable, entre hagiographie, martyrologe et histoire nationale, défend la thèse d'un christianisme fédérateur qui permet de dépasser les différences régionales et qui fonde une unité du monde anglais : il semble qu’il en ait été de même en Irlande, avec les Chroniques d'Irlande.
Dès le Ve siècle, on construit des monastères, des églises, des abbayes : Église d'Armagh (445), monastère de Clonmacnoise (544), abbaye de Bangor (558), monastère d'Iona (Écosse) (563), Skellig Michael, Clonfert , Killeaney, Lismore, Glendalough, Nendrum, Na Seacht dTeampaill (îles d’Aran), école monastique d’Ynys Bŷr (Île de Caldey, pays de Galles)… Voir la catégorie fondations monastiques irlandaises en Europe continentale (en).
L’évangélisation est réputée réalisée par de multiples moines, dont Saint Patrick d'Irlande (vers 380 - vers 460), Palladius (400 ?- 450 ?), Ildut (vers 460-vers 522), Finien de Clonard (vers 470-550), Gildas le Sage (494-565), Saint Cado (497-580), Kevin de Glendalough (498-618 ?), Saint Colomba d'Iona (521-597, à l'origine de l'évangélisation de l'Écosse et du nord de l'Angleterre), Aidan de Ferns (mort vers 630), Aidan de Lindisfarne (590-651).
Les moines irlandais participent à l'évangélisation d'une partie de l'Europe : Canice d'Aghaboe (pays de Galles), Donan d'Eigg (Pictes d'Écosse), Eugène de Aardstraw (Grande-Bretagne), Gall (saint) (Suisse alémanique), Saint Elouan et Saint Gonnery (Armorique), Saint Briac et Saint Uniac (Bretagne), Ultan de Fosses, Fursy de Péronne et Feuillen de Fosses (Nord de la France, Belgique), Saint Vulgan (Pas-de-Calais), Etton de Dompierre sur Helpe et Adalgis de Thiérache (Thiérache), Wasnon de Condé et Gobain de Voas (Hainaut), Kilian, Colman et Totnan en Franconie (Nord de la Bavière), mais aussi Gibrien, Fridolin de Säckingen, Éloque de Lagny, Allon de Bobbio, Kilian d'Aubigny-en-Artois, Potentin ...
La liste de saints irlandais (en) est longue : Douze apôtres de l'Irlande, Brigitte d'Irlande (451-525), Martyrologe de Tallaght d’Óengus of Tallaght (en) (760 ?-824 ?).
La littérature monastique (VIe – Xe siècle), en latin hispérique (hiberno-latin), est riche : Hisperica famina, Altus prosator, Lorica (prières) (en), Cathach de saint Colomba, psautier de Faddan More, Livre de Mulling, Évangéliaire irlandais de Saint-Gall…
Le vieil irlandais est noté en écriture oghamique.
L’art insulaire, dit hiberno-saxon, s’illustre d’abord en
- architecture religieuse : monastères, abbayes, églises, cathédrales, dont l’essentiel disparaît par les destructions vikings.
- hautes croix, croix monumentales (croix dressées, celtiques), croix de Muiredach. Les pierres pictes (Highlands, nord et est de l’Écosse), dont les pierres pictes de Ross, peuvent pour certaines se référer à des rituels anciens.
- enluminure insulaire, Manuscrits enluminés de style insulaire, dont
  - Cathach de saint Colomba, Fragment d'évangiles de Durham, Livre de Durrow, Évangiles de Mac Durnan, Livre de Kells…
- travail d’orfèvrerie (religieuse) : calice d'Ardagh, broche de Tara, calice de Derrynaflan (en), plaque de crucifixion de Rinnegan (en)…

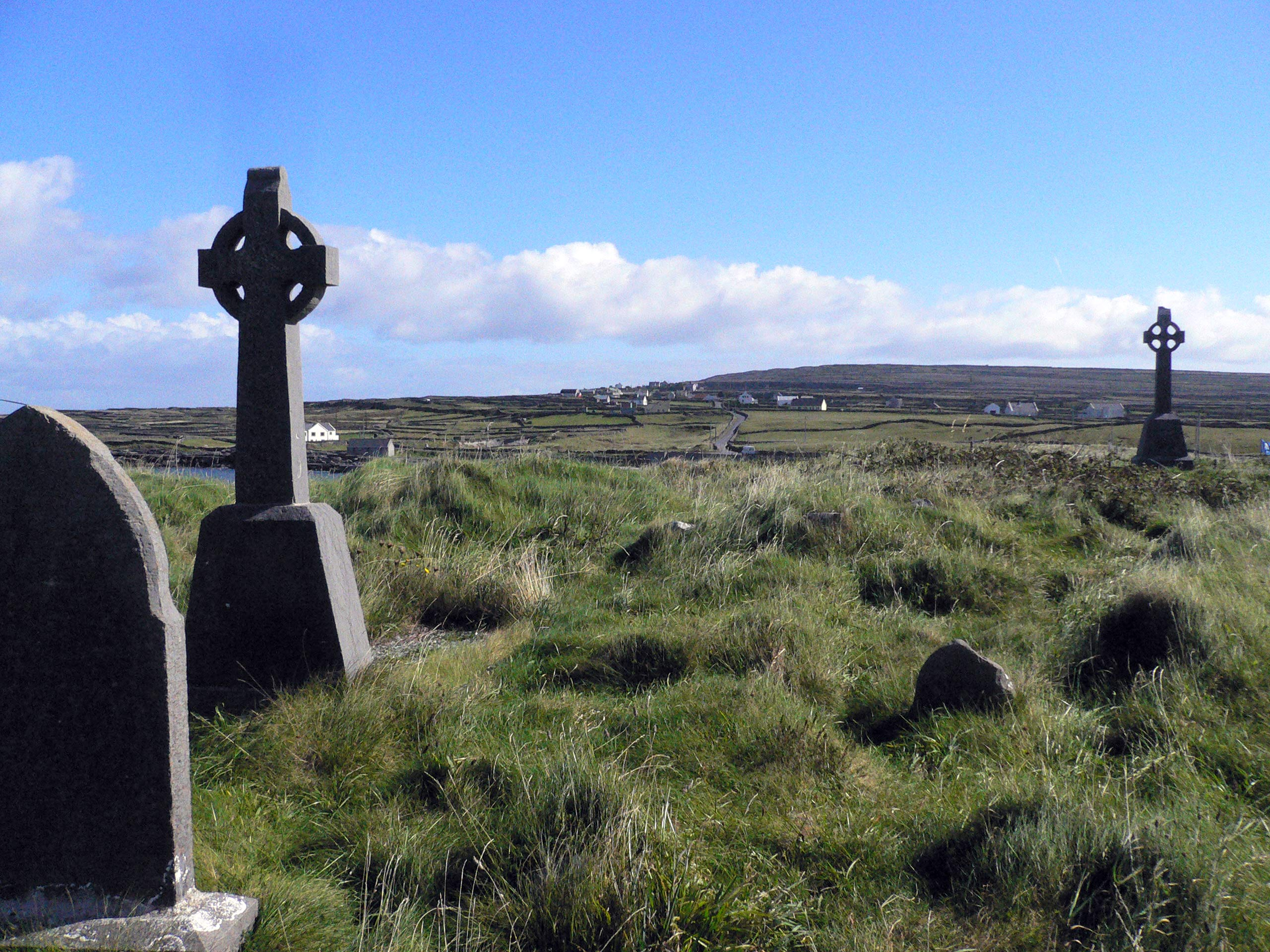
Croix grecque cerclée
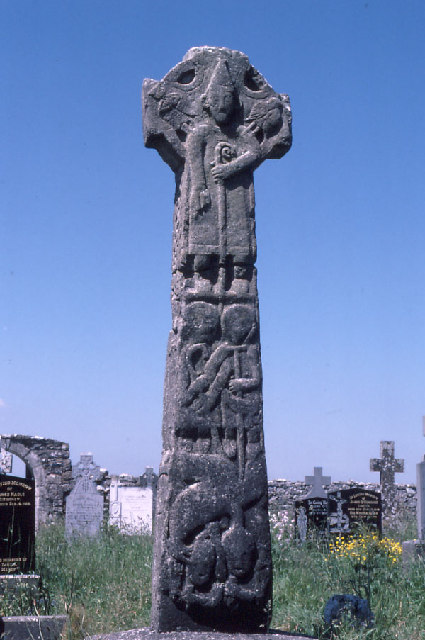
Croix Doorty, Kilfenora
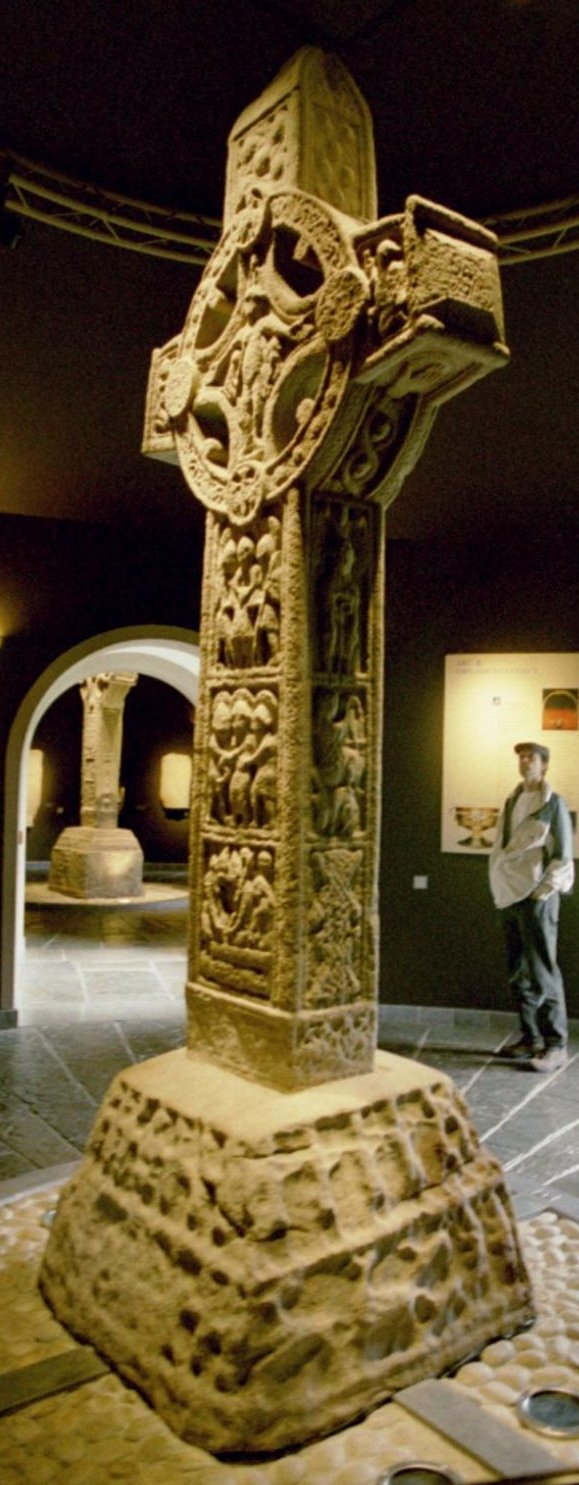
Croix des Écritures, Monastère de Clonmacnoise
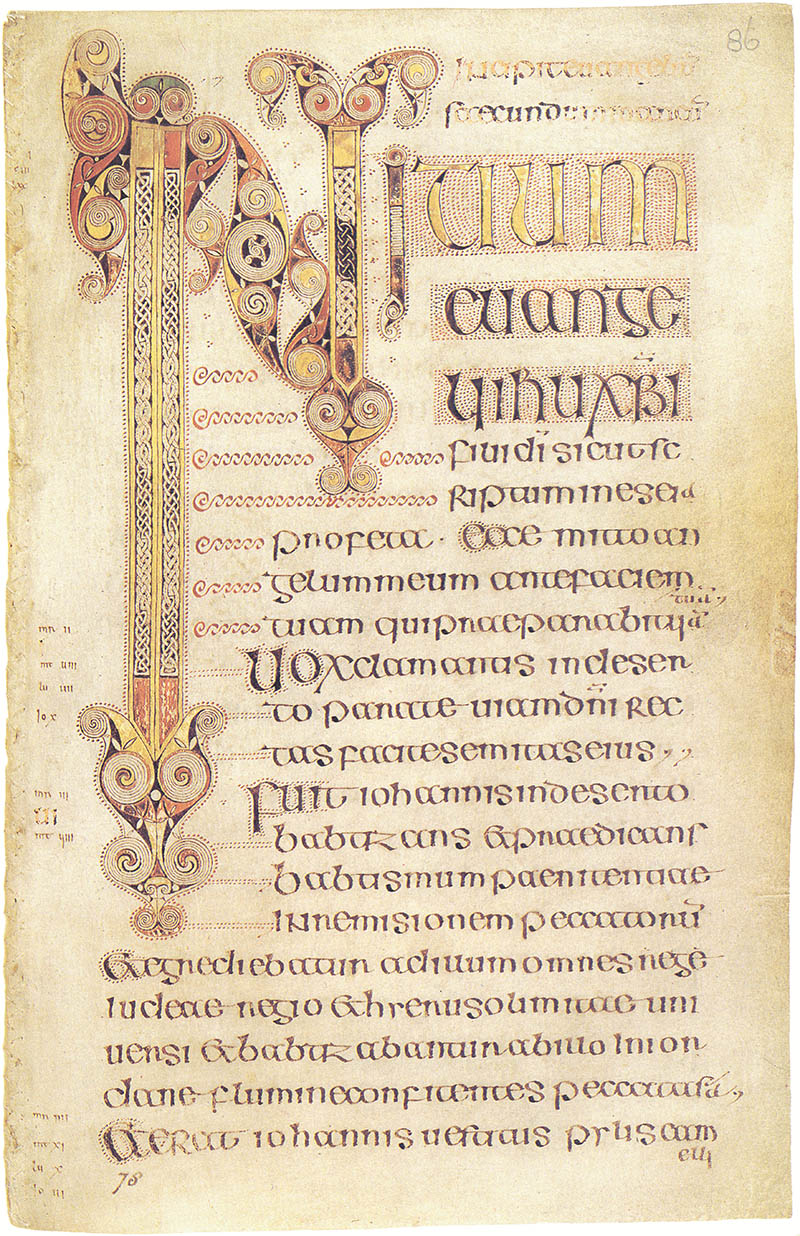
Livre de Durrow
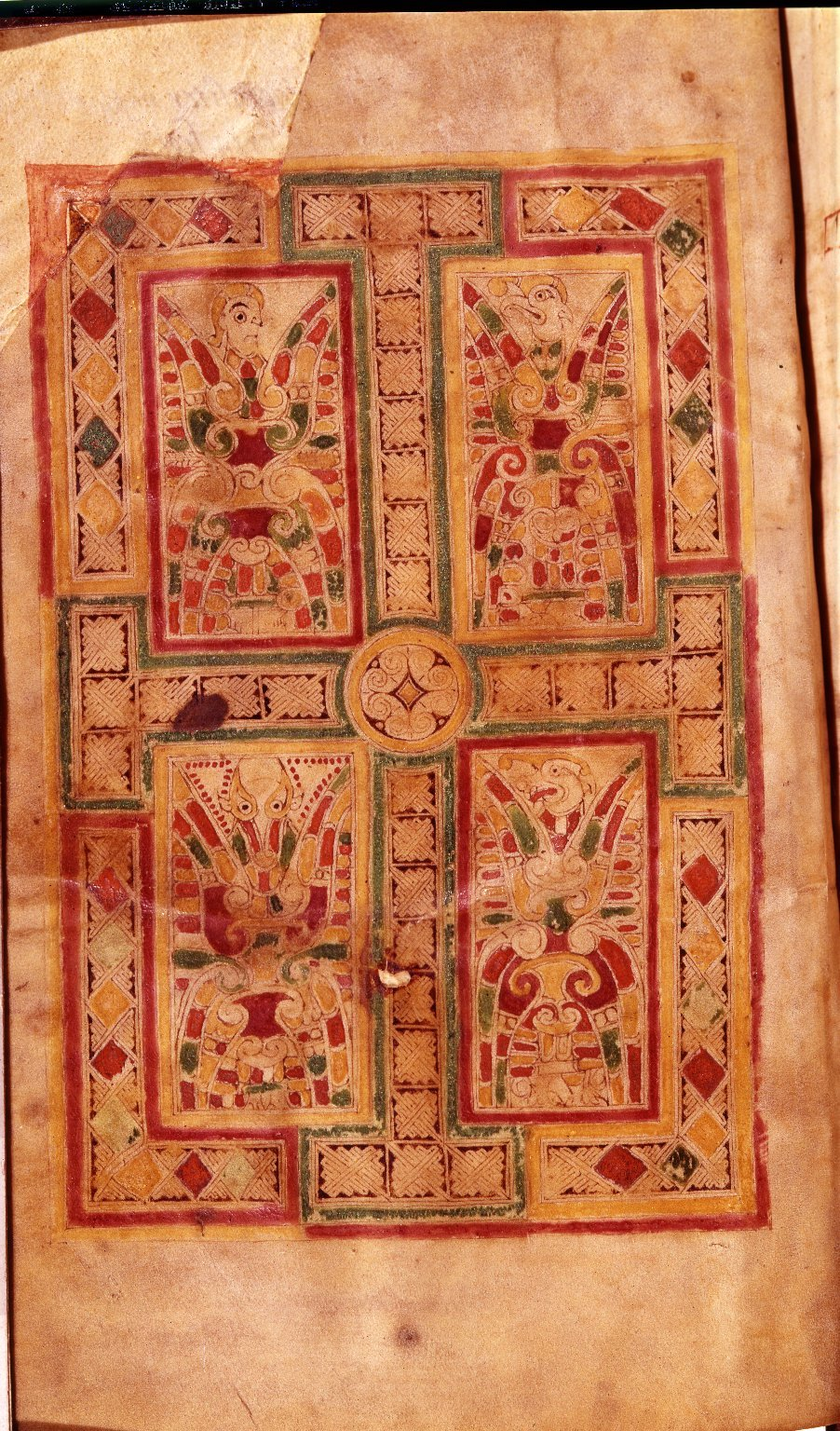
Évangiles de Mac Durnan

L’histoire de l'Irlande (400-800) (en) est en grande partie religieuse.
Le christianisme irlandais d’alors est rural, sans clergé séculier ni épiscopat, avec moines et ermites, et donc composé de communautés paysannes en hameaux. La règle de saint Colomban, rédigée vers 590-610 est assez indicative. La mission grégorienne (597-653), au nom de Grégoire Ier (540-604), vise à la christianisation romaine des Angles et/ou Anglo-Saxons, avec clergé séculier et épiscopat, et à une rechristianisation des populations déjà suspectes de christianisme celtique. La reprise en main du christianisme irlandais s’effectue progressivement à travers missions, synodes et conciles, dont le synode de Whitby (664, en Northumbrie) et le synode de Birr (697). Dès le VIIIe siècle, les moines irlandais, tout en conservant leur prestige de savant et de lettrés, ne dominent plus la société. Le pouvoir est désormais aux mains des évêques, dans les villes, et la règle de saint Benoît	devient la règle monastique.

### Irlande viking: 800-1200
L’histoire de l'Irlande (795-1169) s’internationalise encore avec l’arrivée des Vikings dans les îles Britanniques. Nombre de lieux religieux (monastères, abbayes) sont pillés (de leurs ornements religieux), saccagés, détruits, par ces pirates païens, d’origine danoise ou norvégienne, en plusieurs vagues.
Les Gall Gàidheal (Norse-Gaëls), maîtres de la mer d’Irlande (seigneur des Îles), finissent par se métisser, se gaéliser, se christianiser, et imposer un certain ordre : royaume de Dublin (853-1170), royaume de Limerick, liste des rois vikings de Waterford.
Les synodes catholiques de Cashell (1101), de Ráth Breasail (1111), de Kells (1152), de Cashell II (1172), tentent de remettre un certain ordre dans le chaos et la corruption (dans le domaine religieux), en imposant l’Ordre cistercien, d'origine continentale (française).
Parmi les religieux intellectuels :
- Dungal (actif vers 780-820), astronome, poète, enseignant, prêtre, écrivain,
- Clément d'Irlande (750-818 ?), écolâtre, grammairien,
- Clément d'Irlande (800?-858), poète, grammairien, ou un doublon,
- Jean Scot Érigène (800-877), théologien.

L’art insulaire se maintient : Livre de Munster (vers 900, Psautier de Cashel), croix de Cong (1123-1140).
L’architecture religieuse est bien obligée de se reconstruire et de se réinventer : oratoires, dont oratoire de Gallarus, site des Sept Églises (Na Seacht dTeampaill), dont Teampall Bheanáin (en) (Îles d'Aran), oratoire de Cronan (en) (plateau karstique de Burren), Rocher de Cashel (Carraig Phádraig, Cashel), enclos paroissiaux, calvaires, placîtres.
Surtout, le christianisme irlandais se manifeste par les hautes croix : croix monumentale, croix de chemin, croix de carrefour, croix bannière.
Les croix du début du VIIIe siècle portent uniquement des motifs géométriques, puis à partir du IXe siècle et Xe siècle, des scènes bibliques y sont sculptées, jusqu’à la fin d’érection de hautes croix après le XIIe siècle.
La plupart des hautes⁸ croix irlandaises possèdent la forme caractéristique annelée de la croix celtique (possédant un anneau au centre) et, en général, elles sont plus grandes, plus massives, et comportent davantage de représentations de personnages que toutes les autres croix. Elles sont également plus souvent parvenues jusqu'à nous, alors que la plupart des croix attestées de Grande-Bretagne ont été détruites ou endommagées par des iconoclastes après la Réforme anglaise (1540-1550, à l’époque d’ Edward Seymour).
Parmi les modèles proches, les pierres pictes, et l’art viking : pierres runiques, dont les pierres historiées de Gotland et les pierres runiques mannoises. Une autre zone de la chrétienté utilise cet art : art arménien, vichaps (antérieurs), khatchkars (postérieurs).
En 1155, par la bulle pontificale Laudabiliter (1155), le pape Adrien IV, unique pape d’origine anglaise (Nicholas Breakspear), accorde au roi angevin Henri II d'Angleterre le droit d'envahir et de gouverner l'Irlande et d'appliquer les réformes grégoriennes à l'Église chrétienne semi-autonome d'Irlande. La Maison Plantagenêt dirige alors l'Angleterre (1154-1485). Le contexte international européen d'alors va s'exacerber : Auld Alliance (1295), alliance France-Écosse-Norvège contre l'Angleterre, puis Guerre de Cent Ans (1337-1453).

### Domination anglaise: 1169-1536
L’histoire de l'Irlande (1169-1536) (en) est d’abord l’invasion normande de l'Irlande (1169-1175) et la prise de pouvoir par les Cambro-Normands et les Hiberno-Normands : Geste des Engleis en Yrlande et littérature anglo-normande.
Le traité de Wallingford (1153) et le traité de Windsor (1175) institutionnalisent la mainmise de l’Angleterre sur l’Irlande pour près de huit siècles : expansion, résistances, tributs.
Le dernier Ard rí Érenn (haut roi d’Irlande), Ruaidri Ua Conchobair renonce à son titre au profit d’Henri II (roi d'Angleterre) (1133-1189).
Au concile provincial de Cashel (1172), en liturgie, le rite celtique est remplacé par le rite de Sarum ou rite anglo-normand.
Les cisterciens construisent des édifices religieux, pour remplacer les anciens monastères : liste d'abbayes cisterciennes en Irlande, dont l'abbaye de Corcomroe.
Le Parlement d'Irlande (1264-1800) est prévu pour représenter la population irlandaise et anglo-normande de la Seigneurie d'Irlande (1171-1541), mais la plupart des Irlandais gaéliques refusent de prêter allégeance à la Couronne, de respecter l'autorité du seigneur ou de reconnaître le droit coutumier, ils sont officiellement considérés comme hors-la-loi et n'ont le droit ni de voter, ni de se présenter aux élections.
La ségrégation suscite une grande défiance, et deux grandes figures de la résistance sont Édouard Bruce (1280-1318) et Cobhlair Mor ( ?-1395).
Les statuts de Kilkenny (1366-1367), rédigés en anglo-normand, comportent en fait une série d’interdictions pour les sujets hiberno-normands et irlandais du roi d’Angleterre : parler gaélique, appliquer les lois des brehons et/ou les traditions gaéliques, entretenir des bardes, pratiquer des mariages mixtes, etc. Cette réaffirmation de la culture anglaise vise également à contrer l’irlandisation ou gaélisation des colons d’origine anglaise.
Les croisades (en Terre sainte) sont un temps une échappée hors des îles britanniques, pour les seigneurs anglo-normands, avec entre autres le royaume de Chypre (1192-1489).
La campagne d'Édouard Bruce en Irlande (1315-1318) confirme la ségrégation, qu’accompagne bientôt la grande famine de 1315-1317. La Peste noire (1346-1353) affecte aussi l'Irlande, sans doute moins que l'Angleterre (qui aurait alors perdu 70% de sa population).
Puis vient la reconquête de l'Irlande par les Tudor (1529-1603), avec Henri VIII (1491-1547), suivi de l’Acte d'annexion (en) (1542).
Parmi les religieux irlandais notables de la période :
- Thomas d'Irlande (1265-1317), anthologiste, archevêque,
- Richard FitzRalph (1300-1360), théologien, universitaire, archevêque.

### Domination anglaise et anglicane: 1542-1801
L’Acte de suprématie est établi en deux périodes (1534, abrogé en 1554, rétabli en 1559), et voté par le Parlement d’Irlande, où la minorité protestante domine : le roi d’Angleterre est chef suprême de l'Église d'Angleterre, ce qui entraîne des persécutions anticatholiques, lois pénales contre toute personne qui refuserait de prêter le serment d’allégeance au monarque (aménagé en 1829, abandonné en 1867) : liste de martyrs catholiques irlandais de la réforme anglaise (1537-1681) (en).
La Réforme en Irlande (en) est en effet l’imposition de l’anglicanisme, son Livre de la prière commune (1549) et ses trente-neuf articles (1563). La prétendue voie moyenne entre catholicisme et calvinisme, rend l'Église anglicane, dite Église d'Angleterre, indépendante de Rome.
La dissolution des monastères (1538-1541) au Royaume-Uni, en Irlande, Angleterre et Écosse, signifie confiscation des biens (terres, et revenus), destructions iconoclastes, fin de la transmission des savoirs, suppression des œuvres caritatives, fermeture des ouvroirs, destruction des bibliothèques, fermeture des hôpitaux religieux.
Le royaume d'Irlande (1542-1801) est de fait sous domination anglaise, suscitant un prévisible nationalisme irlandais, mais l'Acte de Suprématie provoque aussi des dissidences non-conformistes et des récusants, hors d'Irlande, et en Irlande auprès des Vieux Anglais. En témoignent la rébellion de Thomas FitzGerald (10e comte de Kildare) (dit « Silken Thomas »), et la décapitation du théologien catholique, humaniste et homme politique anglais Thomas More (1478-1535), (avant d’être béatifié en 1886 et canonisé en 1935).
Le système des plantations en Irlande recouvre les différentes politiques de colonisation de l'île d'Irlande par la royauté anglaise, à partir de 1556. Cette politique de spoliation systématique s'effectue avec des "Nouveaux Anglais" (d'origine anglaise, écossaise ou galloise) : création de grandes communautés d'identité anglaise et protestante, classe dirigeante pro-britannique opposée aux intérêts des habitants d'origine d'identité gaélique et catholique.
La population insulaire globale semble avoir oscillé entre 600 000 et 800 000 entre 1000 et 1500 (en).
La population irlandaise semble avoir atteint un million d'habitants entre 1600 et 1700, selon les estimations divergentes.
En réponse à la répression anticatholique, la bulle pontificale Regnans in Excelsis (1570), d'excommunication de la reine Élisabeth et de ceux qui obéiraient à ses ordres, est clarifiée par son successeur (en 1580), par l'appel à une obéissance pour toutes affaires civiles dans l’attente d’une occasion de renversement de la royauté anglaise.
Parmi les autres événements socio-politiques irlandais à fond religieux : rébellions des Geraldines du Desmond (1569-1583), guerre de Neuf Ans en Irlande (1594-1603), fuite des comtes (1607)… À la même époque, l'Écosse connaît la Réforme écossaise (1560), puis les Guerres des évêques (1639-1640).
Dès le XVIIe siècle, l’ascendance protestante s’affirme, de même que la résistance catholique : guerres des Trois Royaumes (1639-1651), rébellion irlandaise de 1641, guerres confédérées irlandaises (1641-1653), Confédération irlandaise catholique (1642-1651).
La conquête cromwellienne de l'Irlande (1649-1653) et le Protectorate (1653-1659) signifient restauration de la domination anglaise, et, entre autres, pour les catholiques : confiscation de terres, interdiction d'activités commerciales et de fonctions publiques, répression. L'expression Oies sauvages désigne les émigrés irlandais (politiques, jacobites) s'engageant comme mercenaires dans les armées continentales et dans les colonies françaises : Irlandais de Nantes, Cour jacobite de Saint-Germain en Laye, Brigade irlandaise, Régiment de Walsh.
La Glorieuse Révolution (1688-1689) se continue dans la guerre williamite en Irlande (en) (1688-1691). 
Conséquence de l'Act of Settlement 1701 (acte d'Établissement de 1701, très anticatholique), qui amène la Maison de Hanovre au pouvoir de 1714 à 1918 en Angleterre, dont une des tâches est d'éradiquer le catholicisme, le XVIIIe siècle est tout autant traversé par des conflits socio-politiques à motivations partiellement religieuses :
- Jacobitisme, Rébellions jacobites (1688-1746), Rébellion jacobite de 1715, Rébellion jacobite de 1745
- Famine irlandaise de 1740-1741, Souperisme (en)
- Patriotisme irlandais au XVIIIe siècle, Société des Irlandais unis
- Irish Volunteers (1778)
- 1790 : Interdiction de droit de vote aux 80 % non anglicans de la population irlandaise
- Peep o' Day Boys, Defenders, sociétés secrètes
- Ordre d'Orange (1795), fraternité protestante
- 1798 : L'année des Français, expédition d'Irlande (1798), rébellion irlandaise de 1798, république du Connaught

Parmi les écrivains religieux irlandais :
- Jonathan Swift, doyen de cathédrale, Modeste Proposition (1729).

### XIXesiècle
Le XIXe siècle est plus que les précédents marqué par l'émigration massive, principalement catholique, consécutive en grande partie aux disettes, provoquées ou accentuées en grande partie par différentes formes de ségrégation catholiques-protestants / anglais-irlandais. L'expansion de l'Empire britannique (1707-1997), hors des seules îles britanniques, rebat quelque peu les cartes.
- Actes d'Union (1800), Royaume-Uni de Grande-Bretagne et d'Irlande (1801-1922), Déclaration Balfour de 1926
- Seconde Réforme (années 1820), anglicane, conservatrice, surtout en province de Connacht, encouragée par Thomas Plunket, deuxième baron Plunket, évêque anglican de Tuam, Killala et Achonry (en), contrée par l'archevêque catholique romain de Tuam (en)
- Émancipation des catholiques progressive, en partie en 1829, en partie grâce à la désobéissance civile et le refus des dîmes (à l'Église anglicane), et à l'action non violente de Daniel O'Connell (1775-1847)
- Association pour l'abrogation (1830-1848), parti politique en Irlande pour l'abrogation de l'Acte d'Union
- Jeune Irlande (1842-1849), mouvement nationaliste irlandais admettant la possibilité de recours à l'action violente
- Grande famine irlandaise (1845-1852), causée par le mildiou de la pomme de terre, qui tue un million d'Irlandais et pousse un autre million à quitter l'île
- Loi de 1848 sur la prévention du crime (Irlande) (en)
- Rébellion de la jeune Irlande (en) (29 juillet 1848), versant irlandais du printemps des peuples
- Migrations irlandaises aux États-Unis, Diaspora irlandaise
- Irish Republican Brotherhood (1858-1924)
- 1867 : Soulèvement fénian (en) (Fenian Brotherhood, Frères Féniens)
- 1869 : Désétablissement de l’Église d'Irlande, désormais privée de ressources étatiques
- 1870 : Création par Isaac Butt de la Home Government Association pour la promotion de l'autonomie de l'île
- 1873 : Transformation de l'Home Government Association en Home Rule League
- 1878-1909 : Guerre agraire (Irlande) (Land War ou Guerre des terres)
- 1879 : Famine en Irlande
- 1879 : Apparition mariale de Knock
- 1898 : Instauration de la gouvernance locale (en)

Le nationalisme culturel irlandais (forme irlandaise du nationalisme romantique), soucieux de rétablir la culture gaélique des Irlandais, grandement catholique, se réalise dans le Celtic revival, le renouveau gaélique et la renouveau littéraire irlandais (Celtic Twilight, dont William Butler Yeats).
Le vitrail est à sa manière la Bible du pauvre (en) : vitrail médiéval, renouveau des vitraux britanniques et irlandais (1811-1918) (en).

### XXesiècle
La période révolutionnaire irlandaise (1910-1925), sur bases nationales, sociales, culturelles et religieuses, intègre l'histoire de l'Irlande pendant la Première Guerre mondiale, et la formation militaire de nombreux militants indépendantistes.
L'Insurrection de Pâques 1916 mène à la guerre d'indépendance irlandaise (1919-1921), puis à la guerre civile irlandaise (1922-1923), avec création de la République irlandaise (1919), devenue Irlande du Sud (1921-1922), puis État libre d'Irlande (1922-1937), puis simplement Irlande (pays) (depuis 1937), très majoritairement catholique.
La partition de l'Irlande, établie par la loi sur le gouvernement de l'Irlande de 1920, réalisée par la création de l'Irlande du Nord (1921), redéfinit les relations anglo-irlandaises sociales et religieuses : ségrégation en Irlande du Nord, révisionnisme irlandais, conflit nord-irlandais (1968-1998), loi sur l'Irlande du Nord de 1998.
Au manifeste renouveau celtique en Irlande et dans le monde à passé celte (panceltisme) à partir des années 1920, s'opposent, principalement en Irlande du Nord, à partir des années 1970, un révisionnisme irlandais, parfois réputé négationniste pour sa tentative de minimiser l'impact de la domination britannique en Irlande (en) et des souffrances du peuple irlandais, et également un révisionnisme culturel irlandais.
- Bon Secours Mother and Baby Home (1925-1961)

### XXIesiècle
L'Irlande du Nord est en 2011, catholique à 40 % et protestante à 41 % (presbytérienne à 19 %, etc.) : voir Religion en Irlande du Nord.

## Repères 2020
- Traduction de la Bible en irlandais (en)
- Religieux irlandais
- Théologiens irlandais
- Liste des cathédrales d'Irlande
- Listes d'églises en Irlande (en)
- Musées religieux en Irlande (en)
- Liste des maisons monastiques en Irlande (en) (abbayes, prieurés..., par comté)
- Universités et collèges catholiques en Irlande (en)
- Sécularisme en république d'Irlande (en)

### Christianisme catholique majoritaire
En 2016, l'affiliation au catholicisme paraît revendiquée par 77,8 % de la population : l'Église catholique en Irlande regroupe en 2016 3 729 100 catholiques déclarés pour une population globale d'environ 5 000 000.
L'Irlande est le pays occidental possédant la plus forte pratique religieuse (entre 35 et 50 % de pratiquants réguliers), même si ce taux a sensiblement baissé depuis le début du XXIe siècle – près de 90 % de pratiquants jusque dans les années 1980. La religion catholique occupe de fait un rôle prédominant dans la culture et l'identité irlandaise, celle-ci ayant été utilisée pour se démarquer du Royaume-Uni.
Mais cette influence est en perte de vitesse au XXIe siècle. En vue du référendum de 2015 sur le mariage homosexuel en Irlande, l’Église catholique mène une campagne pour le non. Le oui l'emporte finalement avec plus de 62 % des voix. Le 25 mai 2018 un référendum sur le trente sixième amendement de la constitution est organisé quant au droit à l'avortement. Le oui l'emporte avec plus de 66 % des voix.

### Autres spiritualités chrétiennes
Les diverses dénominations ne fournissent pas toutes des chiffres vérifiables, et ne sont pas toutes recensées.
- Protestantisme en république d'Irlande (en) (4,3 %)
  - Église d'Irlande (1536/1871, Eaglais na hÉireann), anglicane (catholique réformée), se revendiquant héritière de l'Église celtique (432) de Saint Patrick : 378 000 adeptes annoncés, mais 126 400 recensés en 2016, religion d'État jusqu'en 1869, membre de la Communion de Porvoo
  - Église presbytérienne en Irlande (1610) : <300 000 adeptes annoncés mais 24 200 recensés en 2016 pour la république d'Irlande (dont 96 % en Irlande du Nord), protestante, calviniste, presbytérienne, membre de la Communion mondiale d'Églises réformées
  - Association des Églises baptistes d'Irlande (1895, ABC) : 8 500 membres, 20 000 participants (2023)
  - Société religieuse des Amis (Quakers) : Quakers en Irlande (en) (1654) : 1 600 membres, Ireland Yearly Meeting (en)
  - Église presbytérienne réformée d'Irlande (en) (1690) : <2 000 membres
  - Église méthodiste (Irlande) (1746/1784), méthodiste, wesleyenne : 53 000 membres
  - Église de Jésus-Christ des Saints des Derniers Jours en Irlande (en) (1830, restaurationnisme, mormonisme) : 4 000 adeptes en 2019)
  - Église orthodoxe celtique (1874), fondée par Jules Ferrette (1828-1904) et Tugdual de Saint-Dolay (1917-1968), en relation avec Église orthodoxe française (en) (1975, EOF), l'Église Orthodoxe des Gaules (en) (2006, EOG, Gregory Mendez), dans la Communion des Églises orthodoxes occidentales (en) (2007, CEOO), et se revendiquant pleine héritière de l'ancienne Église celtique (432)
  - Église presbytérienne non-confessante d'Irlande (1910) : 4 000 membres
  - Église évangélique presbytérienne d'Irlande (en) (1927) : environ 508 membres
  - Église luthérienne en Irlande (en) : <5 000 adeptes
  - Union congrégationaliste d'Irlande (en) : 3 200 adeptes
- Autres Églises catholiques indépendantes...
- Témoins de Jéhovah : 7000 en 2020[4]
- Orthodoxie (62 200 en 2016, 1,3 %)
  - Orthodoxie orientale en république d'Irlande (en), de toute obédience (Moscou, Constantinople, Antioche, Serbie, Roumanie, Grèce, etc.) : 45 000 en 2011
  - Orthodoxie orientale en république d'Irlande (en), de diverses obédiences (éthiopienne, copte, syriaque, etc.)

### Autres spiritualités
- Islam en Irlande : 63 443 musulmans déclarés en 2016 (1,26 %)
- Hindouisme en République d'Irlande (en) : 14 300 adeptes en 2016 (0,4 %)
- Bouddhisme : <10 000 adeptes (0,2 %)
- Histoire des Juifs en Irlande (en) : environ 5 500 vers 1940, 2 500 en 2016
- Sikhisme en Irlande : 1 200
- Foi Baha'ie en Irlande (< 600)
- Néopaganisme en république d'Irlande (en) : nombre indéterminé
  - Wicca, Religion des Celtes, Néodruidisme, Fellowship of Isis (en)
- Sans affiliation déclarée : > 4 %
- Irréligion en république d'Irlande (en)
- Athéisme : 259 084 personnes (6,11%, estimation 2006)
  - Association Atheist Ireland, membre de l'Alliance internationale athée

### Irlande du Nord
- Religion en Irlande du Nord (Ulster) (en)
- Cathédrales en Irlande du Nord
- Monastères en irlande du Nord (en)

Les repères (au recensement de 2011) sont fournis uniquement pour une comparaison superficielle avec la situation en république d'Irlande :
- Protestants (chrétiens non catholiques) : 41,5 % (presbytériens (19,1 %), anglicans (13,7 %), méthodistes (3 %), autres (5,8 %))
  - Église presbytérienne en Irlande
  - Église presbytérienne non-confessante d'Irlande
  - Église presbytérienne libre d'Ulster (en) : 15 000 membres
  - Église méthodiste (Irlande)
- Chrétiens catholiques : 41 %
  - Conférence des évêques catholiques irlandais
- Spiritualités non chrétiennes : <3 %
  - Islam en Irlande du Nord (en) : >4 000
  - Hinduism in Northern Ireland (en) (environ 2400)
  - Bouddhisme (environ 1000)
  - Sikhisme (environ 230)
  - Bahaïsme en Irlande du Nord (en) (environ 300)
  - Judaïsme : <600, Communauté juive de Belfast (en), Histoire des Juifs en Irlande du Nord (en)
  - Néopaganisme : nombre indéterminé
- Non-réponse, indifférence, irréligion, athéisme... : <15 %